# 森廼遊
森廼 遊（もりの ゆう、1981年 - ）は、日本の映像アーティスト、イラストレーター。

## アートワーク
2019年、NHK「ラグビーワールドカップ」のビジュアルアイデンティティや、オープニング映像のメインビジュアルを開発。NHK総合で中継した際の平均視聴率は40%を超え、2019年の最高視聴率を上げた。
2020年、三島由紀夫「金閣寺」の世界観をビジュアル化。NHKスペシャルで放映され、三島ファンから高い評価を受ける。
2021年、NHK「映像全記録 TOKYO2020 私たちの夏」「クローズアップ現代+」のビジュアルを開発。
2023年、福島県浪江町「驫の谷 / NOMA VALLEY」のキービジュアルやNFTアートの開発を手掛ける。